# الصياد المريخي
مارشن مانهانتر (بالإنجليزية: Martian Manhunter)‏ هو الاسم الأشهر لجون جونز Jon J’onzz، أخر أبناء المريخ بعد انقراض جنس المريخيين بالكامل، وبعد انتقاله إلي كوكب الأرض يقضى فترات طويلة من الانعزال عن الجميع، إلى أن يقرر مساعدة البشريين وحمايتهم من الأخطار.
هر جون جونز للمرة الأولي على صفحات سلسلة Detective Comics وبالتحديد في العدد 225 الصادر في نوفمبر 1955 من ابتكار الكاتب جوزيف ساماشسون Joseph Samachson وتصميم الرسام جو كيرتا Joe Carta.
بدو الملامح الأصلية للشخصية أكبر دليل على أصله الفضائى، فبالرغم من بنية جسده المشابهة لأجساد البشر إلا أنه يكتسي ببشرة خضراء ورأس صلعاء مدببه متضخمة وعينين حمراوتين.
يصل المريخى لكوكب الأرض عبر إحدى التجارب المعملية المبنية على التكنولوجيا المريخية القديمة فتنفتح عبرها بوابة انتقال عبر قرون عديدة على كوكب المريخ إلى كوكبنا بواسطة العالم ساوول إيرديل Saul Erdel، ويقوم العالم ساوول برعاية المريخى ويساعده على التأقلم نفسياً وعقلياً بعد إدراكه لفناء جنس المريخيين منذ سنوات عديدة، ليصبح المريخي هو أخر أبناء جنسه في العالم كله، ومساعدته على اكتساب شكل مقارب للشكل البشرى، وبعد إصابة العالم ساوول بأزمة قلبية يتوفي إثرها، يظل جون جونز على كوكب الأرض دون وسيلة للرجوع للمريخ مرة أخرى.
يضطر المريخى لإنتحال هوية جون جونز المحقق البوليسى كى يستطيع البقاء بين البشر دون انكشاف أمره، حيث كان يعمل سابقاً كضابط شرطة أثناء حياته على المريخ، وبهذه الطريقة يستطيع مساعدة الضحايا وإيقاف المجرمين وتحقيق العدالة للجميع.
المريخي وفرقة العدالة
يعتبر جون جونز أحد الأعضاء السبعة المؤسسين لفرقة العدالة، وبإنضمامه للفرقة يكشف عن هويته للجميع دون الإضطرار للإختباء خلف هويته البشرية المصطنعة، ليعلم البشر بوجود بطل مريخى على كوكبهم يقوم بإنقاذهم من الأخطار.